# Laver Cup
La Laver Cup è un torneo di tennis a squadre che si svolge annualmente dal 2017 e vede affrontarsi una selezione composta da giocatori europei e un'altra composta da giocatori provenienti dal resto del mondo. Nonostante sia un evento ATP dal 2019, la Laver Cup non assegna punti validi per il ranking mondiale.
La competizione si svolge nel mese di settembre nell'arco di tre giorni; le sedi variano ogni anno, seguendo un'alternanza tra Europa e Resto del mondo.

## Formato
La competizione vede affrontarsi sei giocatori europei contro altrettanti del Resto del mondo (tre stabiliti dal ranking e tre invitati dai capitani delle squadre), prendendo spunto dalla Ryder Cup di stampo golfistico.
Sono previsti dodici incontri da giocare nei tre giorni, nove match di singolare e tre di doppio, tutti con un super tie-break a 10 punti al posto del terzo set.
Il valore degli incontri cresce con il passare dei giorni: 1 punto il primo giorno, 2 punti il secondo e 3 punti il terzo; la prima squadra a totalizzare 13 punti si aggiudica il titolo. Su un eventuale 12-12 è previsto un decisivo incontro di doppio di un solo set.
I capitani sono le leggende del tennis Björn Borg e John McEnroe, rispettivamente per l'Europa e il Resto del mondo, riportando in campo una rivalità che ha fatto la storia del tennis.

## Storia
L'evento è stato ideato da Roger Federer e dal suo manager Tony Godsick e il suo nome deriva dalla leggenda australiana Rod Laver, unico tennista nella storia del tennis ad aver completato due volte il Grande Slam. La prima edizione si è tenuta a Praga dal 22 al 24 settembre 2017 nella O2 Arena ed è stata vinta dal Team Europa.
Nel 2018 è stata ospitata dal Resto del mondo, che ha scelto come sede lo United Center di Chicago. Disputatasi dal 21 al 23 settembre, è stata vinta nuovamente dal Team Europa. Nel 2019 il torneo è entrato ufficialmente nel calendario ATP ed è tornato in Europa svolgendosi dal 20 al 22 settembre nel Palaexpo di Ginevra con il Team Europa che ha centrato il terzo successo consecutivo.
La quarta edizione del torneo, che doveva tenersi nel settembre 2020 al TD Garden di Boston è stata spostata al 2021, con l'intenzione di giocare dal 24 al 26 settembre, a causa della pandemia di COVID-19. L'Europa ha inanellato la quarta vittoria consecutiva con il risultato più schiacciante della storia della Laver Cup (14-1).
Il torneo del 2022, disputatosi all'O2 Arena di Londra e che ha visto il ritiro ufficiale di Roger Federer, è stato vinto per la prima volta dal Team Resto del mondo.

## Albo d'oro
| Anno            | Città         | Stadio         | Vincitore       | Punteggio     |
| --------------- | ------------- | -------------- | --------------- | ------------- |
| 2017 (Dettagli) | Praga         | O2 Arena       | Europa          | 15–9          |
| 2018 (Dettagli) | Chicago       | United Center  | Europa          | 13–8          |
| 2019 (Dettagli) | Ginevra       | Geneva Palexpo | Europa          | 13–11         |
| 2020            | Non disputata | Non disputata  | Non disputata   | Non disputata |
| 2021 (Dettagli) | Boston        | TD Garden      | Europa          | 14–1          |
| 2022 (Dettagli) | Londra        | O2 Arena       | Resto del mondo | 13–8          |
| 2023 (Dettagli) | Vancouver     | Rogers Arena   | Resto del mondo | 13–2          |
| 2024 (Dettagli) | Berlino       | Uber Arena     | Europa          | 13–11         |
| 2025 (Dettagli) | San Francisco | Chase Center   |                 | –             |

## Convocazioni
|  | Ritiro    |
|  | Alternate |

### 2017
Classifica aggiornata al 22 settembre 2017
| Europa                        | Europa |
| ----------------------------- | ------ |
| Capitano: Björn Borg          |        |
| Vice-capitano: Thomas Enqvist |        |
| Giocatore                     | Rank   |
| Rafael Nadal                  | 1      |
| Roger Federer                 | 2      |
| Alexander Zverev              | 4      |
| Marin Čilić                   | 5      |
| Dominic Thiem                 | 7      |
| Tomáš Berdych                 | 19     |
| Fernando Verdasco             | 40     |

| Resto del mondo                | Resto del mondo |
| ------------------------------ | --------------- |
| Capitano: John McEnroe         |                 |
| Vice-capitano: Patrick McEnroe |                 |
| Giocatore                      | Rank            |
| Milos Raonic                   | 11              |
| Sam Querrey                    | 16              |
| John Isner                     | 17              |
| Nick Kyrgios                   | 20              |
| Jack Sock                      | 21              |
| Juan Martín del Potro          | 24              |
| Denis Shapovalov               | 51              |
| Frances Tiafoe                 | 72              |
| Thanasi Kokkinakis             | 215             |

### 2018
Classifica aggiornata al 21 settembre 2018
| Europa                        | Europa |
| ----------------------------- | ------ |
| Capitano: Björn Borg          |        |
| Vice-capitano: Thomas Enqvist |        |
| Giocatore                     | Rank   |
| Roger Federer                 | 2      |
| Novak Đoković                 | 3      |
| Alexander Zverev              | 5      |
| Grigor Dimitrov               | 7      |
| David Goffin                  | 11     |
| Kyle Edmund                   | 16     |
| Jérémy Chardy                 | 41     |

| Resto del mondo                | Resto del mondo |
| ------------------------------ | --------------- |
| Capitano: John McEnroe         |                 |
| Vice-capitano: Patrick McEnroe |                 |
| Giocatore                      | Rank            |
| Juan Martín del Potro          | 4               |
| Kevin Anderson                 | 9               |
| John Isner                     | 10              |
| Diego Schwartzman              | 14              |
| Jack Sock                      | 17              |
| Nick Kyrgios                   | 27              |
| Frances Tiafoe                 | 40              |
| Nicolás Jarry                  | 46              |

### 2019
Classifica aggiornata al 20 settembre 2019
| Europa                        | Europa |
| ----------------------------- | ------ |
| Capitano: Björn Borg          |        |
| Vice-capitano: Thomas Enqvist |        |
| Giocatore                     | Rank   |
| Rafael Nadal                  | 2      |
| Roger Federer                 | 3      |
| Dominic Thiem                 | 5      |
| Alexander Zverev              | 6      |
| Stefanos Tsitsipas            | 7      |
| Fabio Fognini                 | 11     |
| Roberto Bautista Agut         | 10     |

| Resto del mondo                | Resto del mondo |
| ------------------------------ | --------------- |
| Capitano: John McEnroe         |                 |
| Vice-capitano: Patrick McEnroe |                 |
| Giocatore                      | Rank            |
| Kevin Anderson                 | 18              |
| John Isner                     | 20              |
| Milos Raonic                   | 24              |
| Nick Kyrgios                   | 27              |
| Taylor Fritz                   | 30              |
| Denis Shapovalov               | 33              |
| Jack Sock                      | 208             |
| Jordan Thompson                | 53              |

### 2021
Classifica aggiornata al 20 settembre 2021
| Europa                        | Europa |
| ----------------------------- | ------ |
| Capitano: Björn Borg          |        |
| Vice-capitano: Thomas Enqvist |        |
| Giocatore                     | Rank   |
| Daniil Medvedev               | 2      |
| Stefanos Tsitsipas            | 3      |
| Alexander Zverev              | 4      |
| Andrej Rublëv                 | 5      |
| Matteo Berrettini             | 7      |
| Casper Ruud                   | 10     |
| Feliciano López               | 110    |

| Resto del mondo                | Resto del mondo |
| ------------------------------ | --------------- |
| Capitano: John McEnroe         |                 |
| Vice-capitano: Patrick McEnroe |                 |
| Giocatore                      | Rank            |
| Félix Auger-Aliassime          | 11              |
| Denis Shapovalov               | 12              |
| Diego Schwartzman              | 15              |
| Reilly Opelka                  | 19              |
| John Isner                     | 22              |
| Nick Kyrgios                   | 95              |
| Jack Sock                      | 164             |

### 2022
Classifica aggiornata al 12 settembre 2022
| Europa                        | Europa |
| ----------------------------- | ------ |
| Capitano: Björn Borg          |        |
| Vice-capitano: Thomas Enqvist |        |
| Giocatore                     | Rank   |
| Casper Ruud                   | 2      |
| Rafael Nadal                  | 3      |
| Stefanos Tsitsipas            | 6      |
| Novak Đoković                 | 7      |
| Andy Murray                   | 43     |
| Roger Federer                 | —      |
| Matteo Berrettini             | 15     |
| Cameron Norrie                | 8      |

| Resto del mondo                | Resto del mondo |
| ------------------------------ | --------------- |
| Capitano: John McEnroe         |                 |
| Vice-capitano: Patrick McEnroe |                 |
| Giocatore                      | Rank            |
| Taylor Fritz                   | 12              |
| Félix Auger-Aliassime          | 13              |
| Diego Schwartzman              | 17              |
| Frances Tiafoe                 | 19              |
| Alex de Minaur                 | 22              |
| John Isner                     | 48              |
| Jack Sock                      | 127             |

Note:
1. 1 2  Prende parte soltanto alla prima giornata del torneo.
2. 1 2  Inizialmente convocati come alternate, Berrettini e Norrie subentrano rispettivamente a Roger Federer e a Rafael Nadal nel secondo giorno di gare, a seguito del ritiro di questi ultimi.

### 2023
Classifica aggiornata al 18 settembre 2023
| Europa                        | Europa |
| ----------------------------- | ------ |
| Capitano: Björn Borg          |        |
| Vice-capitano: Thomas Enqvist |        |
| Giocatore                     | Rank   |
| Holger Rune                   | 4      |
| Stefanos Tsitsipas            | 5      |
| Andrej Rublëv                 | 6      |
| Casper Ruud                   | 9      |
| Hubert Hurkacz                | 16     |
| Alejandro Davidovich Fokina   | 25     |
| Arthur Fils                   | 44     |
| Gaël Monfils                  | 142    |

| Resto del mondo                | Resto del mondo |
| ------------------------------ | --------------- |
| Capitano: John McEnroe         |                 |
| Vice-capitano: Patrick McEnroe |                 |
| Giocatore                      | Rank            |
| Taylor Fritz                   | 8               |
| Frances Tiafoe                 | 11              |
| Tommy Paul                     | 13              |
| Félix Auger-Aliassime          | 14              |
| Ben Shelton                    | 19              |
| Francisco Cerúndolo            | 21              |
| Nick Kyrgios                   | 472             |
| Christopher Eubanks            | 33              |
| Milos Raonic                   | 322             |

### 2024
Classifica aggiornata al 12 Settembre 2024
| Europa                        | Europa |
| ----------------------------- | ------ |
| Capitano: Björn Borg          |        |
| Vice-capitano: Thomas Enqvist |        |
| Giocatore                     | Rank   |
| Alexander Zverev              | 2      |
| Carlos Alcaraz                | 3      |
| Daniil Medvedev               | 5      |
| Casper Ruud                   | 9      |
| Stefanos Tsitsipas            | 12     |
| Rafael Nadal                  | 154    |
| Grigor Dimitrov               | 10     |
| Flavio Cobolli                | 32     |
| Jan-Lennard Struff            | 37     |

| Resto del mondo                | Resto del mondo |
| ------------------------------ | --------------- |
| Capitano: John McEnroe         |                 |
| Vice-capitano: Patrick McEnroe |                 |
| Giocatore                      | Rank            |
| Taylor Fritz                   | 7               |
| Alex de Minaur                 | 11              |
| Tommy Paul                     | 13              |
| Frances Tiafoe                 | 16              |
| Ben Shelton                    | 17              |
| Alejandro Tabilo               | 22              |
| Francisco Cerúndolo            | 31              |
| Thanasi Kokkinakis             | 77              |

## Statistiche

### Partecipanti per selezione
| Selezione       | Squadra         | Numero | Numero | Numero | Numero | Numero | Numero | Numero | Numero | Giocatori totali |
| Selezione       | Squadra         | 2017   | 2018   | 2019   | 2021   | 2022   | 2023   | 2024   | Totale | Giocatori totali |
| --------------- | --------------- | ------ | ------ | ------ | ------ | ------ | ------ | ------ | ------ | ---------------- |
| Argentina       | Resto del mondo | –      | 1      | –      | 1      | 1      | 1      | 1      | 5      | 2                |
| Australia       | Resto del mondo | 1      | 1      | 1      | 1      | 1      | –      | 1      | 6      | 3                |
| Austria         | Europa          | 1      | –      | 1      | –      | –      | –      | –      | 2      | 1                |
| Belgio          | Europa          | –      | 1      | –      | –      | –      | –      | –      | 1      | 1                |
| Bulgaria        | Europa          | –      | 1      | –      | –      | –      | –      | 1      | 2      | 1                |
| Canada          | Resto del mondo | 1      | –      | 2      | 2      | 1      | 1      | –      | 7      | 3                |
| Cile            | Resto del mondo | –      | –      | –      | –      | –      | –      | 1      | 1      | 1                |
| Croazia         | Europa          | 1      | –      | –      | –      | –      | –      | –      | 1      | 1                |
| Francia         | Europa          | –      | –      | –      | –      | –      | 2      | –      | 2      | 2                |
| Germania        | Europa          | 1      | 1      | 1      | 1      | –      | –      | 1      | 5      | 1                |
| Grecia          | Europa          | –      | –      | 1      | 1      | 1      | –      | 1      | 4      | 1                |
| Italia          | Europa          | –      | –      | 1      | 1      | 1      | –      | –      | 3      | 2                |
| Norvegia        | Europa          | –      | –      | –      | 1      | 1      | 1      | 1      | 4      | 1                |
| Polonia         | Europa          | –      | –      | –      | –      | –      | 1      | –      | 1      | 1                |
| Repubblica Ceca | Europa          | 1      | –      | –      | –      | –      | –      | –      | 1      | 1                |
| Regno Unito     | Europa          | –      | 1      | –      | –      | 2      | –      | –      | 3      | 3                |
| Russia          | Europa          | –      | –      | –      | 2      | –      | 1      | 1      | 4      | 2                |
| Serbia          | Europa          | –      | 1      | –      | –      | 1      | –      | –      | 2      | 1                |
| Spagna          | Europa          | 1      | –      | 1      | –      | 1      | 1      | 1      | 5      | 3                |
| Stati Uniti     | Resto del mondo | 4      | 3      | 3      | 2      | 3      | 4      | 3      | 22     | 8                |
| Sudafrica       | Resto del mondo | –      | 1      | –      | –      | –      | –      | –      | 1      | 1                |
| Svizzera        | Europa          | 1      | 1      | 1      | –      | 1      | –      | –      | 4      | 1                |

### Statistiche giocatori
aggiornate al termine dell'edizione 2022
| Naz.                   | Giocatore                   | Squadra         | Prima App. | Ultima App. | Edizioni | Edizioni | Partite giocate | Vittorie–Sconfitte | Vittorie–Sconfitte | Vittorie–Sconfitte | Vittorie–Sconfitte | Punti   | Punti  | Punti  |
| Naz.                   | Giocatore                   | Squadra         | Prima App. | Ultima App. | App.     | Vinte    | Partite giocate | Singolo            | Doppio             | Totale             | Percentuale        | Singolo | Doppio | Totale |
| ---------------------- | --------------------------- | --------------- | ---------- | ----------- | -------- | -------- | --------------- | ------------------ | ------------------ | ------------------ | ------------------ | ------- | ------ | ------ |
| Argentina (bandiera)   | Francisco Cerúndolo         | Resto del mondo | 2023       | 2024        | 2        | 1        | 2               | 2–0                | 0–0                | 2–0                | 100%               | 2–0     | 0–0    | 2–0    |
| Argentina (bandiera)   | Diego Schwartzman           | Resto del mondo | 2018       | 2022        | 3        | 1        | 3               | 0–3                | 0–0                | 0–3                | 0%                 | 0–3     | 0–0    | 0–3    |
| Australia (bandiera)   | Alex de Minaur              | Resto del mondo | 2022       | 2022        | 1        | 1        | 2               | 1–0                | 0–1                | 1–1                | 50%                | 1–0     | 0–2    | 1–2    |
| Australia (bandiera)   | Thanasi Kokkinakis          | Resto del mondo | 2024       | 2024        | 1        | 0        | 1               | 0–1                | 0–0                | 0–1                | 0%                 | 0–1     | 0–0    | 0–1    |
| Australia (bandiera)   | Nick Kyrgios                | Resto del mondo | 2017       | 2021        | 4        | 0        | 9               | 1–4                | 3–1                | 4–5                | 44%                | 2–9     | 5–2    | 7–11   |
| Austria (bandiera)     | Dominic Thiem               | Europa          | 2017       | 2019        | 2        | 2        | 3               | 2–1                | 0–0                | 2–1                | 67%                | 2–3     | 0–0    | 2–3    |
| Belgio (bandiera)      | David Goffin                | Europa          | 2018       | 2018        | 1        | 1        | 2               | 1–0                | 0–1                | 1–1                | 50%                | 1–0     | 0–2    | 1–2    |
| Bulgaria (bandiera)    | Grigor Dimitrov             | Europa          | 2018       | 2024        | 2        | 2        | 3               | 2–0                | 0–1                | 2–1                | 67%                | 1–0     | 0–2    | 1–2    |
| Canada (bandiera)      | Félix Auger-Aliassime       | Resto del mondo | 2021       | 2023        | 3        | 2        | 6               | 2–2                | 2–0                | 4–2                | 67%                | 4–3     | 5–0    | 9–3    |
| Canada (bandiera)      | Milos Raonic                | Resto del mondo | 2019       | 2019        | 1        | 0        | 2               | 0–2                | 0–0                | 0–2                | 0%                 | 0–5     | 0–0    | 0–5    |
| Canada (bandiera)      | Denis Shapovalov            | Resto del mondo | 2017       | 2021        | 3        | 0        | 6               | 0–3                | 1–2                | 1–5                | 17%                | 0–4     | 1–4    | 1–8    |
| Cile (bandiera)        | Alejandro Tabilo            | Resto del mondo | 2024       | 2024        | 1        | 0        | 2               | 0–1                | 1–0                | 1–1                | 50%                | 0–1     | 2–0    | 2–1    |
| Croazia (bandiera)     | Marin Čilić                 | Europa          | 2017       | 2017        | 1        | 1        | 2               | 1–0                | 0–1                | 1–1                | 50%                | 1–0     | 0–3    | 1–3    |
| Francia (bandiera)     | Arthur Fils                 | Europa          | 2023       | 2023        | 1        | 0        | 2               | 0–1                | 0–1                | 0–2                | 0%                 | 0–1     | 0–2    | 0–3    |
| Francia (bandiera)     | Gaël Monfils                | Europa          | 2023       | 2023        | 1        | 0        | 2               | 0–1                | 0–1                | 0–2                | 0%                 | 0–1     | 0–1    | 0–2    |
| Germania (bandiera)    | Alexander Zverev            | Europa          | 2017       | 2024        | 5        | 5        | 11              | 7–2                | 2–3                | 9–5                | 64%                | 17–4    | 4–5    | 21–9   |
| Grecia (bandiera)      | Stefanos Tsitsipas          | Europa          | 2019       | 2024        | 4        | 3        | 9               | 4–1                | 1–3                | 5–4                | 56%                | 5–3     | 2–7    | 7–10   |
| Italia (bandiera)      | Matteo Berrettini           | Europa          | 2021       | 2022        | 2        | 1        | 5               | 2–0                | 1–2                | 3–2                | 60%                | 3–0     | 2–4    | 5–4    |
| Italia (bandiera)      | Fabio Fognini               | Europa          | 2019       | 2019        | 1        | 1        | 1               | 0–1                | 0–0                | 0–1                | 0%                 | 0–1     | 0–0    | 0–1    |
| Norvegia (bandiera)    | Casper Ruud                 | Europa          | 2021       | 2024        | 4        | 3        | 6               | 3–1                | 1–1                | 4–2                | 67%                | 4–1     | 3–2    | 7–3    |
| Polonia (bandiera)     | Hubert Hurkacz              | Europa          | 2023       | 2023        | 1        | 0        | 3               | 0–1                | 0–2                | 0–3                | 0%                 | 0–2     | 0–5    | 0–7    |
| Rep. Ceca (bandiera)   | Tomáš Berdych               | Europa          | 2017       | 2017        | 1        | 1        | 3               | 0–1                | 0–2                | 0–3                | 0%                 | 0–2     | 0–4    | 0–6    |
| Regno Unito (bandiera) | Kyle Edmund                 | Europa          | 2018       | 2018        | 1        | 1        | 1               | 1–0                | 0–0                | 1–0                | 100%               | 1–0     | 0–0    | 1–0    |
| Regno Unito (bandiera) | Andy Murray                 | Europa          | 2022       | 2022        | 1        | 0        | 2               | 0–1                | 0–1                | 0–2                | 0%                 | 0–1     | 0–3    | 0–4    |
| Regno Unito (bandiera) | Cameron Norrie              | Europa          | 2022       | 2022        | 1        | 0        | 1               | 0–1                | 0–0                | 0–1                | 0%                 | 0–2     | 0–0    | 0–2    |
| Russia (bandiera)      | Daniil Medvedev             | Europa          | 2021       | 2024        | 2        | 2        | 3               | 1–2                | 0–0                | 1–2                | 33%                | 2–5     | 0–0    | 2–5    |
| Russia (bandiera)      | Andrej Rublëv               | Europa          | 2021       | 2023        | 2        | 1        | 6               | 1–1                | 2–2                | 3–3                | 50%                | 1–2     | 5–4    | 6–6    |
| Serbia (bandiera)      | Novak Đoković               | Europa          | 2018       | 2022        | 2        | 1        | 5               | 1–2                | 1–1                | 2–3                | 40%                | 2–5     | 2–1    | 4–6    |
| Spagna (bandiera)      | Carlos Alcaraz              | Europa          | 2024       | 2024        | 1        | 1        | 4               | 2–0                | 1–1                | 3–1                | 75%                | 5–0     | 3–1    | 8–1    |
| Spagna (bandiera)      | Alejandro Davidovich Fokina | Europa          | 2023       | 2023        | 1        | 0        | 1               | 0–1                | 0–0                | 0–1                | 0%                 | 0–1     | 0–0    | 0–1    |
| Spagna (bandiera)      | Rafael Nadal                | Europa          | 2017       | 2022        | 3        | 2        | 7               | 2–1                | 1–3                | 3–4                | 43%                | 4–3     | 2–4    | 6–7    |
| Stati Uniti (bandiera) | Taylor Fritz                | Resto del mondo | 2019       | 2024        | 4        | 2        | 7               | 4–2                | 1–0                | 5–2                | 71%                | 9–4     | 1–0    | 10–4   |
| Stati Uniti (bandiera) | John Isner                  | Resto del mondo | 2017       | 2021        | 4        | 0        | 12              | 2–5                | 4–1                | 6–6                | 50%                | 5–11    | 10–2   | 15–13  |
| Stati Uniti (bandiera) | Reilly Opelka               | Resto del mondo | 2021       | 2021        | 1        | 0        | 2               | 0–1                | 0–1                | 0–2                | 0%                 | 0–1     | 0–3    | 0–4    |
| Stati Uniti (bandiera) | Tommy Paul                  | Resto del mondo | 2023       | 2023        | 1        | 1        | 2               | 0–1                | 1–0                | 1–1                | 50%                | 0–2     | 1–0    | 1–2    |
| Stati Uniti (bandiera) | Sam Querrey                 | Resto del mondo | 2017       | 2017        | 1        | 0        | 3               | 0–2                | 0–1                | 0–3                | 0%                 | 0–5     | 0–2    | 0–7    |
| Stati Uniti (bandiera) | Ben Shelton                 | Resto del mondo | 2023       | 2024        | 2        | 1        | 8               | 2–1                | 4–1                | 6–1                | 86%                | 4–2     | 8–3    | 12–5   |
| Stati Uniti (bandiera) | Jack Sock                   | Resto del mondo | 2017       | 2022        | 4        | 1        | 16              | 1–3                | 9–3                | 10–6               | 63%                | 1–4     | 19–5   | 20–9   |
| Stati Uniti (bandiera) | Frances Tiafoe              | Resto del mondo | 2017       | 2024        | 5        | 2        | 11              | 3–4                | 3–1                | 6–5                | 55%                | 7–7     | 5–3    | 12–10  |
| Sudafrica (bandiera)   | Kevin Anderson              | Resto del mondo | 2018       | 2018        | 1        | 0        | 3               | 1–1                | 1–0                | 2–1                | 67%                | 2–3     | 1–0    | 3–3    |
| Svizzera (bandiera)    | Roger Federer               | Europa          | 2017       | 2022        | 4        | 3        | 12              | 6–0                | 2–4                | 8–4                | 67%                | 15–0    | 3–8    | 18–8   |